# Guldbaggegalan 2002
Den 37:e Guldbaggegalan, som belönade svenska filmer från 2001, sändes från Göteborgsoperan, Göteborg den 28 januari 2002.

## Vinnare och nominerade
| Bästa film | Bästa regi |
| --- | --- |
| - Så vit som en snö – Lars Hermann - En sång för Martin – Lars Kolvig och Michael Obel - Leva livet – Anna Anthony                        | - Jan Troell – Så vit som en snö - Mikael Håfström – Leva livet - Bille August – En sång för Martin                                                                                 |
| Bästa manliga huvudroll | Bästa kvinnliga huvudroll |
| - Sven Wollter – En sång för Martin - Kjell Bergqvist – Leva livet - Örjan Ramberg – Puder                                                | - Viveka Seldahl – En sång för Martin (postumt) - Maria Lundqvist – Familjehemligheter - Helena Bergström – Sprängaren                                                              |
| Bästa manliga biroll | Bästa kvinnliga biroll |
| - Brasse Brännström – Sprängaren - Shanti Roney – Beck – Hämndens pris - Anders Ahlbom – Leva livet                                       | - Carina M. Johansson – Leva livet - Maria Lundqvist – Sprängaren - Cecilia Frode – Syndare i sommarsol                                                                             |
| Bästa manuskript | Bästa foto |
| - Hans Gunnarsson och Mikael Håfström – Leva livet - Jan Troell och Jacques Werup – Så vit som en snö - Bille August – En sång för Martin | - Jan Troell och Mischa Gavrjusjov – Så vit som en snö - Peter Mokrosinski – Leva livet - Jörgen Persson – En sång för Martin                                                       |
| Bästa dokumentärfilm | Bästa kortfilm |
| - Ljudmilas röst – Gunnar Bergdahl - Låt dom andra sköta kärleken – Ruben Östlund - Mormor, Hitler och jag – Carl Johan De Geer           | - Music for one apartment and six drummers – Johannes Stjärne Nilsson och Ola Simonsson - Deadly Boring – Henry Moore Selder - Karl Sundlöv och livets hörnpelare – Johan Hagelbäck |
| Bästa prestation ljud | Bästa prestation bild |
| - Gábor Pasztor, för ljudet i Hans och hennes                                                                                             | - Darek Hodor, för klippningen i Livvakterna |
| Bästa utländska film | Hedersguldbaggen |
| - Amelie från Montmartre – Jean-Pierre Jeunet - I andras ögon – Agnès Jaoui - Italienska för nybörjare – Lone Scherfig                    | - Gunnel Lindblom, skådespelare och regissör |
| Ingmar Bergman-priset | |
| - Reza Parsa | |